# 裴軍民
裴軍民（英語：Paul Pei Junmin，聖名保祿，1969年2月2日—），天主教中國籍主教，現任天主教奉天總教區總主教及中國天主教主教團副主席、海外交流委員會主任，曾任遼寧省政協常委、遼寧省天主教“兩會”主任。

## 生平
裴軍民1969年2月2日出生于遼寧喀左的一個天主教徒家庭，1985年进入沈阳的修院。1990年毕业后，在瀋陽耶穌聖心主教座堂实习，并于1992年5月31日晉鐸，出任沈阳堂区助理主任司铎。1993年7月，被派往美国进入圣查理斯·保罗迈神学院深造，获圣经学与神学双硕士学位，1997年初归国工作，在瀋陽神學院教授圣经课。
2006年1月12日，裴軍民当选為奉天總教區主教候選人，其後獲時任教宗本篤十六世認可，被任命為奉天總教區助理主教；同年5月7日，他在瀋陽耶穌聖心主教座堂由奉天總教區主教金沛獻主禮，內蒙古集寧教區主教劉世功、山東沂州教區主教房興耀和陝西西安總教區助理主教黨明彥襄禮晉牧，其間五千餘信徒僅有部分獲許進入聖堂參與禮儀，多數人只能通過聖堂廣場上的電視屏幕收看現場直播。
2008年6月29日，金沛獻主教榮休，裴軍民接替出任奉天總教區正權主教。裴軍民任內先後于2007年襄禮晉牧李山為北京總教區主教、2010年主禮晉牧孟青祿為內蒙古綏遠總教區主教。2010年12月9日，他當選由中國政府控制的中國天主教主教團副主席。
2011年7月14日，廣東汕頭教區黄炳章自選自聖禮前一周，約80名遼寧教區神父聚集在奉天總教區主教公署守護裴主教，防止官員把主教帶走及強迫主禮。最終，黄炳章由沂州教區主教房興耀主教主禮，自選自聖晉牧。同年8月中旬裴主教因沒有主禮被暫停中国天主教主教團副主席職務，同年9月再被暫停遼寧省天主教愛國會及教務委員會主任职务。2012年7月6日，裴主教被当局強迫参與黑龍江教區岳福生的自選自聖。事後，他被教律處罰且需向聖座寫信解釋。